# Mayara Moura
Mayara Fier de Moura, conhecida como May (Arapongas, 5 de dezembro de 1986) é uma jogadora brasileira de handebol.

## Trajetória esportiva
Nascida em Arapongas mas criada na cidade paranaense de Marialva, May é filha de um técnico e uma jogadora de handebol, e logo se empolgou pela modalidade, começando a jogar aos nove anos, sob os cuidados do pai, em um colégio de Marialva e na escolinha de handebol da prefeitura.
Em 2002 já era convocada para as seleções de base, sendo bicampeã pan-americana em 2003 e 2004, vice-campeã pan-americana júnior em 2004, além de sétimo lugar no Mundial de 2005 realizado na República Tcheca. Devido ao bom desempenho, May foi chamada para se unir ao time da Adeblu/FURB, pelo qual foi artilheira do Brasileiro de 2006.
Garantiu sua primeira convocação para a seleção adulta em 2007 e, em seguida, trancou a faculdade de fisioterapia para ir jogar na Europa. Fez parte do León Cleba na Espanha; do Mios Biganos da França, pelo qual conquistou o Campeonato Europeu de Handebol Feminino de 2010-2011; e do Hypo NÖ da Áustria, este sob o comando do técnico da seleção, Morten Soubak.
Conquistou a medalha de ouro nos Jogos Pan-Americanos de 2011 em Guadalajara (México) e, no ano seguinte, foi aos Jogos Olímpicos de Londres. Fez parte da equipe que jogou no Mundial de 2011, no Brasil, quando a seleção obteve a quinta colocação.
Em junho de 2013, May foi dispensada do Hypo NÖ por demorar a se curar de uma fratura na tíbia, contraída no mês anterior. Voltou ao Brasil para treinar em Blumenau, se sustentando de uma poupança e do Bolsa Atleta, em preparo para o Mundial de 2013, na Sérvia, no qual a seleção brasileira saiu campeã. Após o título, May foi designada capitã da seleção em um amistoso no qual a titular Dara não pode comparecer.
Aos 29 anos participou das Olimpíadas de 2016, no Rio.
Atualmente joga no Hypo NÖ, da Áustria.